# Adolf Scholz (Politiker)
Gustav Adolf Scholz (* 13. Januar 1890 in Eibau; † 22. Juni 1980 in Herrnhut) war ein deutscher Politiker (SPD, USPD, KPD, SED).

## Leben
Scholz war der Sohn eines Zimmermanns. Er besuchte die Volksschule, machte eine Lehre als Holzbildhauer und ging dann auf Wanderschaft. Ab 1910 leistete er Militärdienst in Metz. Ab 1912 arbeitete er in einer Pianofabrik in Löbau und zog später nach Lemgo. Von 1914 bis 1918 leistete er Kriegsdienst im Ersten Weltkrieg. Er wurde verwundet und leistete anschließend Dienst als Armierungssoldat. Ende 1918 kehrte er nach Lemgo zurück.

## Politik
1908 trat er der SPD bei. Anfang 1919 war er Mitbegründer und 1. Vorsitzender der USPD in Lemgo. Ab Mai 1919 war er Vorsitzender der USPD im Freistaat Lippe. Im Dezember 1920 war er Delegierter zum Vereinigungsparteitag mit der VKPD in Berlin. Nach der Vereinigung war Scholz bis 1933 Landesvorsitzender der KPD in Lippe-Detmold. Von 1921 bis 1925 gehörte er dem Zentralausschuss der KPD an. Daneben gehörte er der erweiterten Bezirksleitung Ruhr an. Am 4. Juli 1922 wurde er als Bilderstürmer bekannt. Aus einer Demonstration heraus wurden unter seiner Führung das Rathaus und andere öffentliche Gebäude besetzt und die dort aufgehängten Bilder der lippischen Grafen und Fürsten sowie von Hindenburg abgehängt und auf die Straße geworfen.
Scholz war ab 1922 der Führer der Proletarischen Hundertschaften, der paramilitärische Einheiten der KPD, im Freistaat Lippe. Die Organisation, die lokal offiziell als „Wanderclub“ oder „Sport- und Wanderverein“ firmierte, umfasste im Freistaat Lippe zwischen 150 und 250 Mann unter Waffen. Auch nach dem Verbot im Oktober 1922 durch die lippische Landesregierung bestanden die Truppen weiter. Am 23. Oktober 1923 führte Scholz einen Trupp von 140 KPD-Mitgliedern zu einem illegalen Waffenlager der Reichswehr in Hagen bei Lage. Die Kommunisten transportieren 125 Kisten mit Waffen und Sprengstoff ab. Mit einem Teil des Sprengstoffs wurde am 21. Dezember 1923 ein Anschlag auf das Oberpräsidium in Hannover vorgenommen (Oberpräsident war Noske). Das Strafverfahren gegen Scholz und die anderen Beteiligten wurde auf Betreiben des Auswärtigen Amtes eingestellt: Das Lager der Reichswehr widersprach den Bestimmungen des Friedensvertrags und das Außenministerium fürchtete außenpolitische Konflikte, wenn der Fall bekannt würde.
Von 1921 bis zur Machtergreifung der Nationalsozialisten 1933 war er Abgeordneter des Landtags des Freistaats Lippe. Er war jeweils der einzige Abgeordnete der KPD, bis die KPD bei der Landtagswahl in Lippe 1933 erstmals zwei Mandate erhielt. Auf kommunaler Ebene war er Stadtverordneter in Lemgo. Scholz schrieb regelmäßig Beiträge für die Zeitung der Bielefelder KPD, der Westfälisch-Lippischen Arbeiterzeitung. Der 1926 von ihm geschriebene Artikel „Achtung, Hunde!“ erfüllte nach Auffassung des preußischen Justizministeriums den Straftatbestand der Beleidigung. Der Landtag lehnte jedoch die Aufhebung der Immunität von Scholz ab und verhinderte so eine Strafverfolgung.
Nach der Machtergreifung wurden die führenden Politiker der KPD in Lippe am 1. Mai 1933 verhaftet. Scholz gelang es unterzutauchen und lebte unter anderem unter dem Namen Hans Schmidt und Leo Clemens in Essen, wo er am Aufbau der illegalen KPD-Organisation mitwirkte.  Am 6. Dezember 1933 wurde er verhaftet. Am 7. Dezember 1934 verurteile ihn das OLG Hamm zu zwei Jahren und neun Monaten Zuchthaus. Auch nach dieser Zeit wurde er bis 1938 in Schutzhaft im KZ Sachsenhausen festgehalten. Scholz kehrte dann nach Eibau zurück und arbeitete dort als Tischler. Von April 1944 bis April 1945 war er erneut in KZ-Haft.
Im Juni 1945 kehrte er nach Eibau zurück. Er wurde dort erneut für die KPD tätig und wurde mit der Zwangsvereinigung von SPD und KPD zur SED Mitglied der SED. Bis August 1947 war er erster Vorsitzender des SED-Kreisverbandes Löbau. Später war er Vorsitzender des Kreistages Löbau.
1976 wurde Scholz mit dem Vaterländischen Verdienstorden in Gold ausgezeichnet.